# Fernando Arizti
Fernando Arizti Soto (* 11. Oktober 1828 in Havanna; † 23. April 1888 in Havanna) war ein kubanischer Pianist und Musikpädagoge.

## Leben
Fernando Arizti hatte ab dem siebenten Lebensjahr Klavierunterricht. Seine Lehrer waren Agustín Cascante, Eneas Elías und Juan Federico Edelmann. 1842 reiste er nach Paris, um seine Ausbildung bei Friedrich Kalkbrenner zu vervollkommnen. Danach ging er nach Spanien, wo er Recitals mit dem Geiger Pablo Desvernine gab. Nach seiner Rückkehr nach Kuba 1848 widmete er sich der Lehrtätigkeit. Neben seiner Tochter Cecilia zählten u. a. Nicolás Ruiz Espadero und Angelina Sicouret zu seinen Schülern. Von ihm ist eine Fantasía für Klavier und eine Melodía für Violine und Klavier überliefert.